# Pteroptrix silvestrii
Pteroptrix silvestrii is een vliesvleugelig insect uit de familie Aphelinidae. De wetenschappelijke naam is voor het eerst geldig gepubliceerd in 1953 door Compere.